# 드론전쟁: 굿킬
《드론전쟁: 굿킬》(영어: Good Kill)은 미국에서 제작된 앤드루 니콜 감독의 2014년 드라마 영화이다. 이선 호크, 브루스 그린우드, 조이 크래비츠, 제이크 에이블, 재뉴어리 존스 등이 출연하였다. 2014년 제71회 베네치아 국제 영화제 황금사자상 경쟁작이다.

## 줄거리
전에 F-16 팰컨을 몰았던 토머스 이건 소령은 현재 네바다주 라스베이거스 인근 공군 기지에 배치되어 있다. 최근 이건이 맡은 임무는 해외 영공에서 테러와의 전쟁을 지원하기 위해 무기가 장착된 무인 항공기(UAV) MQ-9 리퍼를 조종하는 것이다. 대상 타격에 깔끔하게 성공하면 이건은 이를 “굿 킬”(good kill)이라고 칭한다. 초반 임무는 아프가니스탄 테러리스트 비밀 조직·차량·시설임이 분명한 목표물을 공격하는 데 그친다.
그러나 부대 지휘관 명령으로 중앙 정보국(CIA) 관리자 직속으로 들어가면서 이건의 공격 목표지는 대내외에 알려진 미군 임무가 전혀 존재하지 않는 예멘과 소말리아로 변경된다. 목표물 또한 도덕적 정당성이 불명료하다. 군중은 테러리스트 조직, 공공 건물은 테러리스트 고위직 지도자 취침 장소 혹은 폭탄 제조 공장으로 설명되는 식이다. 부수적 피해가 일상이 되고, 관리자는 인간 방패로 쓰이는 민간인 어린 아이와 여성 대상으로도 타격을 명령한다. 엄호(overwatch) 임무 중 급조 폭발물로 부대원들이 사망하는 걸 목격하면서 이건의 스트레스는 극에 달한다. 이건은 점점 저조한 성과를 내고 술에 의지한 끝에 집에서 폭력적인 모습을 보이고, 아내는 질겁하여 아이들을 데리고 리노로 떠난다.
어느 날 CIA 관리자는 타격 목표 지점 근방에서 민간인들의 존재를 분명히 확인한 뒤에도 무분별한 공습을 명령하고, 이를 받아들일 수 없던 이건은 UAV 제어 체계 오류를 가장해 타격 계획을 무효화한다. 부대 지휘관은 이건을 공격 임무에서 배제한다.
감시 업무로 강등된 이건은 일전에 임무 정보 조정관이 “악인이지만 우리에겐 문제가 되지 않는 악인”이라고 표현했던 한 강간범이 동일한 피해 여성에게 또 접근하는 걸 발견한다. 이건은 휴식을 취하라고 하면서 보조 인력들을 밖으로 내보낸 뒤 감시용 UAV로 강간범을 죽여 버린다. 직후 이건은 허가를 받지 않고 기지를 떠나 아내가 있는 리노로 향한다.

## 출연진
- 이선 호크 - 공군 소령 토머스 “토미” 이건 역
- 재뉴어리 존스 - 몰리 이건 역
- 조이 크래비츠 - 공군 일병 비라 스와레즈 역
- 제이크 에이블 - 임무 정보 조정관(MIC) 조지프 “조” 지머 역
- 브루스 그린우드 - 잭 존스 중령 역
- 피터 카이오티 - CIA 관리자 “랭리” 역 (목소리)

## 기타 제작진
- 세트: 웬디 오졸스반스